# Rikki Rockett
Rikki Rockett, pseudonimo di Richard Allan Ream (Mechanicsburg, 8 agosto 1961), è un batterista statunitense noto come membro dei Poison.

## Biografia
Rockett è nato a Mechanicsburg, in Pennsylvania, ed è il più giovane dei due figli di Norman e Margaret Ream. Prima di fondare i Poison, ha lavorato come parrucchiere, guarda spiaggia, lavapiatti, infermiere e affittacamere.
Nel 1983 fonda i Poison con Bret Michaels (voce), Matt Smith (chitarra) e Bobby Dall (basso). I quattro si spostarono a Los Angeles, California e il chitarrista Smith, che stava per avere un figlio, dovette presto ritirarsi e tornare in Pennsylvania. Egli venne sostituito da C.C. DeVille, con cui la band inciderà i suoi maggiori successi.
Nel 1991, dopo l'abbandono di C.C. DeVille, da diverso tempo ormai vittima di alcolismo ed eroina, subentrò Richie Kotzen. Rockett ebbe dei contrasti con il nuovo chitarrista poiché lo sorprese ad avere una relazione con la sua fidanzata, Deanna Eve, durante il tour del 1993. Kotzen venne di conseguenza cacciato dalla band.
Dopo quasi 20 anni di carriera con i Poison, Rockett realizza il suo primo album solista, Glitter 4 Your Soul il 7 gennaio 2003. Si tratta di un cover album tributo al glam rock anni settanta.
Nel 2014 fonda il supergruppo Devil City Angels con il chitarrista Tracii Guns (L.A. Guns), il bassista Eric Brittingham (Cinderella) e il cantante e chitarrista ritmico Brandon Gibbs (Cheap Thrill).
Rockett è vegano e animalista. Ha due figli, Jude Aaron e Lucy Sky, che prendono il nome dalle canzoni dei Beatles, Hey Jude e Lucy in the Sky with Diamonds.

## Discografia

### Solista
- 2003 – Glitter 4 Your Soul

### Con i Poison
Album in studio
- 1986 – Look What the Cat Dragged In
- 1988 – Open Up and Say...Ahh!
- 1990 – Flesh & Blood
- 1993 – Native Tongue
- 2000 – Crack a Smile...and More!
- 2000 – Power to the People
- 2002 – Hollyweird
- 2007 – Poison'd!

Album dal vivo
- 1991 – Swallow This Live
- 2006 – Seven Days Live
- 2008 – Live, Raw & Uncut

Raccolte
- 1996 – Poison's Greatest Hits: 1986-1996
- 2003 – Best of Ballads & Blues
- 2006 – The Best of Poison: 20 Years of Rock
- 2011 – Double Dose: Ultimate Hits

### Con Bret Michaels
- 1998 – A Letter from Death Row

### Con i Devil City Angels
- 2015 – Devil City Angels

### Altri album
- 1991 – Britny Fox – Bite Down Hard
- 1994 – Stevie Salas Colorcode – The Electric Pow Wow